# ペトラ・クビトバ
ペトラ・クビトバ（Petra Kvitová,チェコ語発音: ˈpɛtra ˈkvɪtovaː,1990年3月8日 - ）は、チェコ・ビーロヴェツ出身の女子プロテニス選手。これまでにWTAツアーでシングルス31勝を挙げている。身長182cm、体重70kg、左利き。バックハンド・ストロークは両手打ち。WTAランキング自己最高位はシングルス2位、ダブルス196位。
ウィンブルドン選手権優勝2回。2011年WTAツアー選手権優勝。ムチュア・マドリード・オープン優勝3回。

## 来歴

### プロ転向-2008年
クビトバは3歳から父親の手ほどきでテニスを始め、2006年にプロ転向。2008年全仏オープンで4大大会に初出場。1回戦で森上亜希子を 6-4, 6-2 で破り、3回戦では第12シードのアグネシュ・サバイに 7-6, 4-6, 6-3 で勝利して4回戦まで進出している。8月の北京五輪ではルーシー・サファロバと組んでダブルスに出場。1回戦でオーストラリア代表のサマンサ・ストーサー&レネ・スタブス組に 1-6, 0-6 で完敗している。

### 2009年
1月のモーリラ・ホバート国際で、仲のいいチェコの先輩のイベタ・ベネソバを決勝で7-5, 6-1で破りツアー初優勝を果たす。全米オープンでは3回戦で第1シードのディナラ・サフィナを 6-4, 2-6, 7-6 で破る番狂わせを起こした。4回戦でヤニナ・ウィックマイヤーに 6-4, 4-6, 5-7 で逆転負けをしてベスト8進出はならなかった。ウィックマイヤーとは10月のジェネラーリ・レディース・リンツでも決勝で対戦し、 3-6, 4-6 で敗れている。

### 2010年
ウィンブルドンで2回戦で鄭潔、3回戦でビクトリア・アザレンカ、4回戦でキャロライン・ウォズニアッキとシード選手を破り4大大会初のベスト8に進出する。準々決勝では、カイア・カネピに 4-6, 7-6, 8-6 で競り勝ちノーシードからベスト4進出の快挙となった。準決勝ではで第1シードのセリーナ・ウィリアムズに 6-7, 2-6 で敗れ、決勝進出はならなかった。クビトバは2010年度の年間最優秀新人賞（WTA Newcomer of the Year）を受賞している。

### 2011年

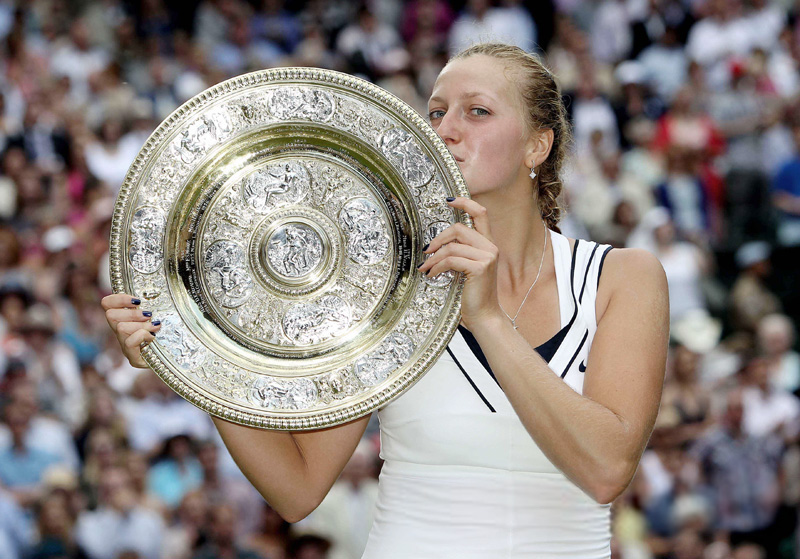
2011年ウィンブルドン選手権優勝

開幕戦のブリスベン国際の決勝でアンドレア・ペトコビッチを 6–1, 6–3 で破りツアー2勝目を挙げる。全豪オープンでは3回戦でサマンサ・ストーサー、4回戦でフラビア・ペンネッタを破りベスト8に進出する。準々決勝ではベラ・ズボナレワに 2–6, 4–6 で敗れた。2月のGDFスエズ・オープンではキム・クライシュテルスを 6–4, 6–3 で破り3勝目、5月のマドリード・マスターズではビクトリア・アザレンカを 7–6(3), 6–4 で勝利し4勝目を挙げるとともに初めてのトップ10入りを果たした。
全仏オープンでは4回戦で優勝した李娜に 6-2, 1-6, 3-6 で敗れたが、ウィンブルドンでは決勝でロシアのマリア・シャラポワを 6-3, 6-4で破り初優勝。左利きの選手の女子シングルス優勝はアン・ヘイドン＝ジョーンズ、マルチナ・ナブラチロワに次ぐ3人目の快挙であった。全米オープンでは1回戦で敗退したが、10月のリンツ大会では決勝でドミニカ・チブルコバを 6–4, 6–1 で破りツアー6勝目を挙げた。最終戦のWTAツアー選手権でも決勝でビクトリア・アザレンカに 7–5, 4–6, 6–3 で勝利して、初出場で優勝した。年間最終ランキングでは自己最高の2位を記録した。フェドカップ決勝にも出場し、ロシアのマリア・キリレンコを 6–2, 6–2 、スベトラーナ・クズネツォワを 4–6, 6–2, 6–3 で破りチェコを23年ぶりの優勝に導いた。

### 2012-13年
全豪オープンではベスト4に進出し、準決勝でマリア・シャラポワに 2–6, 6–3, 4–6 で敗れた。全仏オープンでも準決勝でシャラポワに 3–6, 3–6 で敗れた。連覇を目指したウィンブルドンでは準々決勝でセリーナ・ウィリアムズに 3–6, 4–6 で敗退した。2度目の五輪出場となった7月のロンドン五輪では準々決勝でマリア・キリレンコに 6–7, 3–6 で敗れた。ロジャーズ・カップの決勝で李娜を 7–5, 2–6, 6–3 で破り2012年初のタイトルを獲得しツアー8勝目を挙げた。最終戦のWTAツアー選手権はウイルス性疾患のため棄権したがセルビアとのフェドカップ決勝には出場しチェコの2連覇に貢献した。

### 2014-16年

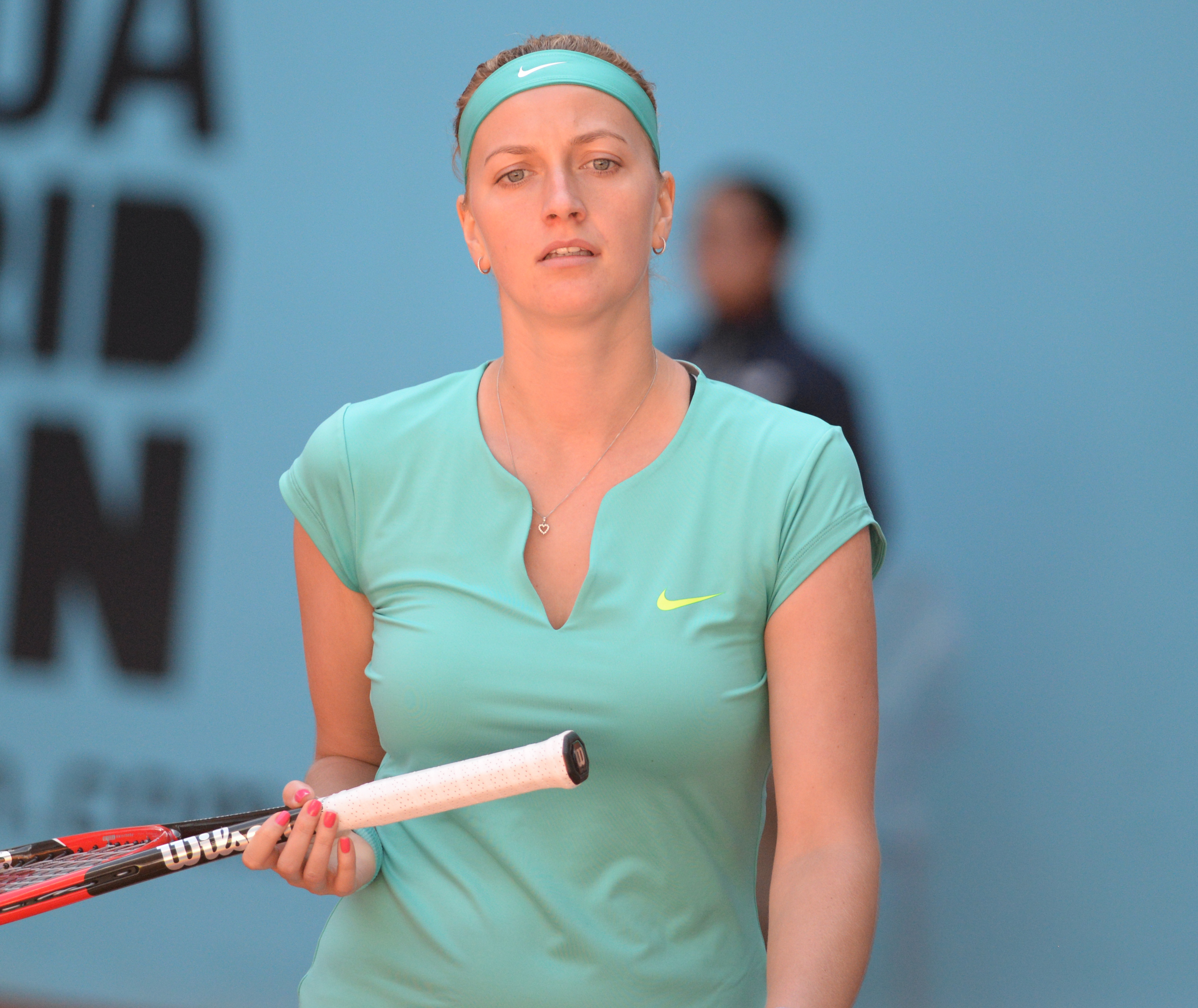
2015年

2014年はウィンブルドンで3年ぶりに決勝進出、決勝でウージニー・ブシャールに勝利し2回目の優勝を果たした。
2015年はツアー3勝を挙げた。WTAファイナルズでは決勝まで進んだが、アグニエシュカ・ラドワンスカに敗れ準優勝だった。
2016年、オリンピックでは準決勝でモニカ・プイグに敗れたもの、マディソン・キーズを7-5, 2-6, 6-2で下し銅メダルを獲得した。その後武漢オープンで優勝した。さらに珠海オープンでも優勝し、WTAエリート・トロフィーを制覇した。

#### 強盗に襲われ重傷を負う
12月20日、自宅で不法侵入した強盗に襲撃され、利き手の左手に重傷を負った。損傷した左手の神経を修復する手術を受け、復帰まで約6ヶ月かかる見込みであるとされた。

### 2017年- 離脱と復帰
2017年全仏オープンで復帰し、フィリップ・シャトリエのオープニングマッチでジュリア・ボズラップに勝利し、復帰初戦を白星で飾るが2回戦で敗退した。その後、バーミンガム・クラシックで優勝し、復活を印象付けた。ウィンブルドンでは2回戦で敗退するが、全米オープンでは準々決勝まで進出した。年間最終ランキングは29位で、6年ぶりに20位以下になった。
2018年は全豪オープンは1回戦で敗退したものの、サンクトペテルブルクオープンとカタールオープンで優勝し、トップ10に復帰した。その後プラハオープンとバーミンガム・クラシックでも優勝、そしてマドリードオープンでは大会史上初となる3度目の制覇を果たし、年間最終ランキングを7位とした。
2019年はまず年始のシドニー国際で優勝した。全豪オープンでは1セットも落とすことなく自身初の決勝進出を果たしたが、決勝で大坂なおみに敗れて準優勝に終わった。しかし、これによって自身最高タイの2位に浮上した。ドバイ・テニス選手権も準優勝。ポルシェ・テニス・グランプリではシーズン2勝目をあげた。レースランキングでは首位に立つように成績を残していたが、全仏オープンは左腕の故障で欠場。ウィンブルドン選手権で復帰し、4回戦まで進んだ。WTAファイナルズでは3連敗に終わり、最終順位は7位。

## プレースタイル
サーブのスピードが速く、またレフティーを活かしたスライスサーブは特にアドバンテージサイドで威力を発揮する。アドサイドで相手のバック側（右利きの場合）にスライスサーブを入れて、次のボールをダウンザラインに決めていくパターンを得意にしている。
ストロークはタイミングが独特なのが特徴。フォアハンドを早いタイミングで打つことが、ダウンザラインのウィナー量産につながっている。また、バックハンドには威力がある。リターンではコンパクトな動作をとることでサーブの速度に関係なく攻めていく。引き出しが多く、ボレーはコースが読みづらく、スライスは低く滑らせることができる。
弱点として、アグレッシブなプレースタイルのためにアンフォーストエラーが多い傾向にある。また、集中力が持続しないことも問題だと自覚している。以前は大柄な体格のため俊敏性に欠けているとされたが、近年は大幅に改善した。

## WTAツアー決勝進出結果

### シングルス: 42回 (31勝11敗)
| 大会グレード                  | 大会グレード  |
| 2020年以前                    | 2021年以後    |
| ----------------------------- | ------------- |
| グランドスラム (2–1)          |               |
| WTAファイナルズ (1–1)         |               |
| プレミア・マンダトリー (3–1)  | WTA1000 (1–1) |
| プレミア5 (5–2)               | WTA1000 (1–1) |
| WTAエリート・トロフィー (1–0) |               |
| プレミア (11–2)               | WTA500 (3–0)  |
| インターナショナル (4–3)      | WTA250 (0–0)  |

| 結果   | No. | 決勝日         | 大会                 | サーフェス    | 対戦相手                     | スコア             |
| ------ | --- | -------------- | -------------------- | ------------- | ---------------------------- | ------------------ |
| 優勝   | 1.  | 2009年1月16日  | ホバート             | ハード        | イベタ・ベネソバ             | 7-5, 6-1           |
| 準優勝 | 1.  | 2009年10月18日 | リンツ               | ハード (室内) | ヤニナ・ウィックマイヤー     | 3-6, 4-6           |
| 優勝   | 2.  | 2011年1月8日   | ブリスベン           | ハード        | アンドレア・ペトコビッチ     | 6-1, 6-3           |
| 優勝   | 3.  | 2011年2月13日  | パリ                 | ハード (室内) | キム・クライシュテルス       | 6-4, 6-3           |
| 優勝   | 4.  | 2011年5月8日   | マドリード           | クレー        | ビクトリア・アザレンカ       | 7-6(7-3), 6-4      |
| 準優勝 | 2.  | 2011年6月18日  | イーストボーン       | 芝            | マリオン・バルトリ           | 1-6, 6-4, 5-7      |
| 優勝   | 5.  | 2011年7月2日   | ウィンブルドン       | 芝            | マリア・シャラポワ           | 6-3, 6-4           |
| 優勝   | 6.  | 2011年10月16日 | リンツ               | ハード (室内) | ドミニカ・チブルコバ         | 6-4, 6-1           |
| 優勝   | 7.  | 2011年10月30日 | イスタンブール       | ハード (室内) | ビクトリア・アザレンカ       | 7-5, 4-6, 6-3      |
| 優勝   | 8.  | 2012年8月13日  | モントリオール       | ハード        | 李娜                         | 7-5, 2-6, 6-3      |
| 優勝   | 9.  | 2012年8月25日  | ニューヘイブン       | ハード        | マリア・キリレンコ           | 7-6(11-9), 7-5     |
| 優勝   | 10. | 2013年2月23日  | ドバイ               | ハード        | サラ・エラニ                 | 6-2, 1-6, 6-1      |
| 準優勝 | 3.  | 2013年4月14日  | カトヴィツェ         | クレー        | ロベルタ・ビンチ             | 6-7(2-7), 1-6      |
| 準優勝 | 4.  | 2013年8月24日  | ニューヘイブン       | ハード        | シモナ・ハレプ               | 2-6, 2-6           |
| 優勝   | 11. | 2013年9月28日  | 東京                 | ハード        | アンゲリク・ケルバー         | 6-2, 0-6, 6-3      |
| 優勝   | 12. | 2014年7月5日   | ウィンブルドン       | 芝            | ウージニー・ブシャール       | 6-3, 6-0           |
| 優勝   | 13. | 2014年8月23日  | ニューヘイブン       | ハード        | マグダレナ・リバリコバ       | 6-4, 6-2           |
| 優勝   | 14. | 2014年9月27日  | 武漢                 | ハード        | ウージニー・ブシャール       | 6-3, 6-4           |
| 準優勝 | 5.  | 2014年10月5日  | 北京                 | ハード        | マリア・シャラポワ           | 4-6, 6-2, 3-6      |
| 優勝   | 15. | 2015年1月16日  | シドニー             | ハード        | カロリナ・プリスコバ         | 7-6(7-5), 7–6(8-6) |
| 優勝   | 16. | 2015年5月9日   | マドリード           | クレー        | スベトラーナ・クズネツォワ   | 6-1, 6-2           |
| 優勝   | 17. | 2015年8月29日  | ニューヘイブン       | ハード        | ルーシー・サファロバ         | 6-7(6-8), 6-2, 6-2 |
| 準優勝 | 6.  | 2015年11月1日  | シンガポール         | ハード (室内) | アグニエシュカ・ラドワンスカ | 2-6, 6-4, 3-6      |
| 優勝   | 18. | 2016年10月1日  | 武漢                 | ハード        | ドミニカ・チブルコバ         | 6-1, 6-1           |
| 準優勝 | 7.  | 2016年10月22日 | ルクセンブルク       | ハード (室内) | モニカ・ニクレスク           | 4-6, 0-6           |
| 優勝   | 19. | 2016年11月6日  | 珠海                 | ハード (室内) | エリナ・スビトリナ           | 6-4, 6-2           |
| 優勝   | 20. | 2017年6月25日  | バーミンガム         | 芝            | アシュリー・バーティ         | 4-6, 6-3, 6-2      |
| 優勝   | 21. | 2018年2月4日   | サンクトペテルブルク | ハード (室内) | クリスティナ・ムラデノビッチ | 6-1, 6-2           |
| 優勝   | 22. | 2018年2月17日  | ドーハ               | ハード        | ガルビネ・ムグルサ           | 3-6, 6-3, 6-4      |
| 優勝   | 23. | 2018年5月5日   | プラハ               | クレー        | ミハエラ・ブザルネスク       | 4-6, 6-2, 6-3      |
| 優勝   | 24. | 2018年5月12日  | マドリード           | クレー        | キキ・ベルテンス             | 7-6(8-6), 4-6, 6-3 |
| 優勝   | 25. | 2018年6月24日  | バーミンガム         | 芝            | マグダレナ・リバリコバ       | 4-6, 6-1. 6-2      |
| 優勝   | 26. | 2019年1月12日  | シドニー             | ハード        | アシュリー・バーティ         | 1-6, 7-5, 7-6(7-3) |
| 準優勝 | 8.  | 2019年1月26日  | 全豪オープン         | ハード        | 大坂なおみ                   | 6-7(2-7), 7-5, 4-6 |
| 準優勝 | 9.  | 2019年2月24日  | ドバイ               | ハード        | ベリンダ・ベンチッチ         | 3-6, 6-1, 2-6      |
| 優勝   | 27. | 2019年4月28日  | シュトゥットガルト   | クレー (室内) | アネット・コンタベイト       | 6-3, 7-6(7-2)      |
| 準優勝 | 10. | 2020年2月29日  | カタール             | ハード        | アリーナ・サバレンカ         | 3-6, 3-6           |
| 優勝   | 28. | 2021年3月6日   | カタール             | ハード        | ガルビネ・ムグルサ           | 6-2, 6-1           |
| 優勝   | 29. | 2022年6月25日  | イーストボーン       | 芝            | エレナ・オスタペンコ         | 6-3, 6-2           |
| 準優勝 | 11. | 2022年8月21日  | シンシナティ         | ハード        | キャロリン・ガルシア         | 2-6, 4-6           |
| 優勝   | 30. | 2023年4月1日   | マイアミ             | ハード        | エレーナ・リバキナ           | 7-6(16-14), 6-2    |
| 優勝   | 31. | 2023年6月25日  | ベルリン             | 芝            | ドナ・ベキッチ               | 6-2, 7-6(8-6)      |

## 4大大会優勝
- ウィンブルドン選手権 女子シングルス：2勝（2011, 14年）

| 年     | 大会           | 対戦相手               | 試合結果 |
| ------ | -------------- | ---------------------- | -------- |
| 2011年 | ウィンブルドン | マリア・シャラポワ     | 6-3, 6-4 |
| 2014年 | ウィンブルドン | ウージニー・ブシャール | 6-3, 6-0 |

## 4大大会シングルス成績
略語の説明
| W | F | SF | QF | #R | RR | Q# | LQ | A | Z# | PO | G | S | B | NMS | P | NH |

W=優勝, F=準優勝, SF=ベスト4, QF=ベスト8, #R=#回戦敗退, RR=ラウンドロビン敗退, Q#=予選#回戦敗退, LQ=予選敗退, A=大会不参加, Z#=デビスカップ/BJKカップ地域ゾーン, PO=デビスカップ/BJKカッププレーオフ, G=オリンピック金メダル, S=オリンピック銀メダル, B=オリンピック銅メダル, NMS=マスターズシリーズから降格, P=開催延期, NH=開催なし.
| 大会           | 2007 | 2008 | 2009 | 2010 | 2011 | 2012 | 2013 | 2014 | 2015 | 2016 | 2017 | 2018 | 2019 | 2020 | 2021 | 2022 | 2023 | 2024 | 2025 | 通算成績 |
| -------------- | ---- | ---- | ---- | ---- | ---- | ---- | ---- | ---- | ---- | ---- | ---- | ---- | ---- | ---- | ---- | ---- | ---- | ---- | ---- | -------- |
| 全豪オープン   | A    | LQ   | 1R   | 2R   | QF   | SF   | 2R   | 1R   | 3R   | 2R   | A    | 1R   | F    | QF   | 2R   | 1R   | 2R   | A    | A    | 26–14    |
| 全仏オープン   | A    | 4R   | A    | 1R   | 4R   | SF   | 3R   | 3R   | 4R   | 3R   | 2R   | 3R   | A    | SF   | 2R   | 2R   | 1R   | A    | 1R   | 30–14    |
| ウィンブルドン | A    | 1R   | 1R   | SF   | W    | QF   | QF   | W    | 3R   | 2R   | 2R   | 1R   | 4R   | NH   | 1R   | 3R   | 4R   | A    | 1R   | 38–14    |
| 全米オープン   | LQ   | 1R   | 4R   | 3R   | 1R   | 4R   | 3R   | 3R   | QF   | 4R   | QF   | 3R   | 2R   | 4R   | 3R   | 4R   | 2R   | A    |      | 34–16    |

※: 2013年全英2回戦の不戦勝と2021年全仏2回戦の不戦敗は勝通算成績に含まない

## BJKカップ
| 大会                           | 2007 | 2008 | 2009 | 2010 | 2011 | 2012 | 2013 | 2014 | 2015 | 2016 |
| ------------------------------ | ---- | ---- | ---- | ---- | ---- | ---- | ---- | ---- | ---- | ---- |
| ビリー・ジーン・キング・カップ | PO   | PO   | SF   | SF   | W    | W    | SF   | W    | W    | W    |